# Transect
L'urban to rural transect è un modello di pianificazione territoriale ideato dal neourbanista Andrés Duany.
Il transect descrive delle successioni di zone che variano, per densità ed altre caratteristiche, dalle sparse fattorie rurali al denso centro urbano. Ogni zona è frattale nel senso che contiene anche al suo interno una analoga e scalare transizione dalla sua periferia verso il centro.
Il transect è parte essenziale dei movimenti del new urbanism e della smart growth.
Lo studio di Duany, il DPZ, ha incarnato il concetto di transect nel suo modello di pianificazione per gli enti territoriali detto smartcode.
Questo tipo di pianificazione viene ritenuta in contrasto con i modelli della moderna zonizzazione funzionale dove larghe aree vengono dedicate ad un singolo scopo, come la residenza, zone commerciali, le zone dedicate al terziario e che possono essere esclusivamente raggiunte e percorse attraverso grandi arterie stradali.
Contrariamente, appunto, a quanto avviene nella progettazione secondo il concetto di transect dove si tende a ridurre la necessità di grandi spostamenti effettuati con qualsiasi mezzo.